# Gare de Canzo
La gare de Canzo (en italien, Stazione di Canzo) est une gare ferroviaire italienne de la ligne de Milan à Asso, située à proximité du centre-ville de Canzo, dans la province de Côme en région de Lombardie.
Mise en service en 1922, c'est une halte voyageurs de LeNord desservie par des trains régionaux R.

## Situation ferroviaire
Établie à environ 394 mètres d'altitude, la gare de Canzo est située au point kilométrique (PK) 49 de la ligne de Milan à Asso, entre les gares de Caslino-d'Erba et Canzo-Asso.
La ligne est à voie unique, la gare dune voie et d'un quai court.

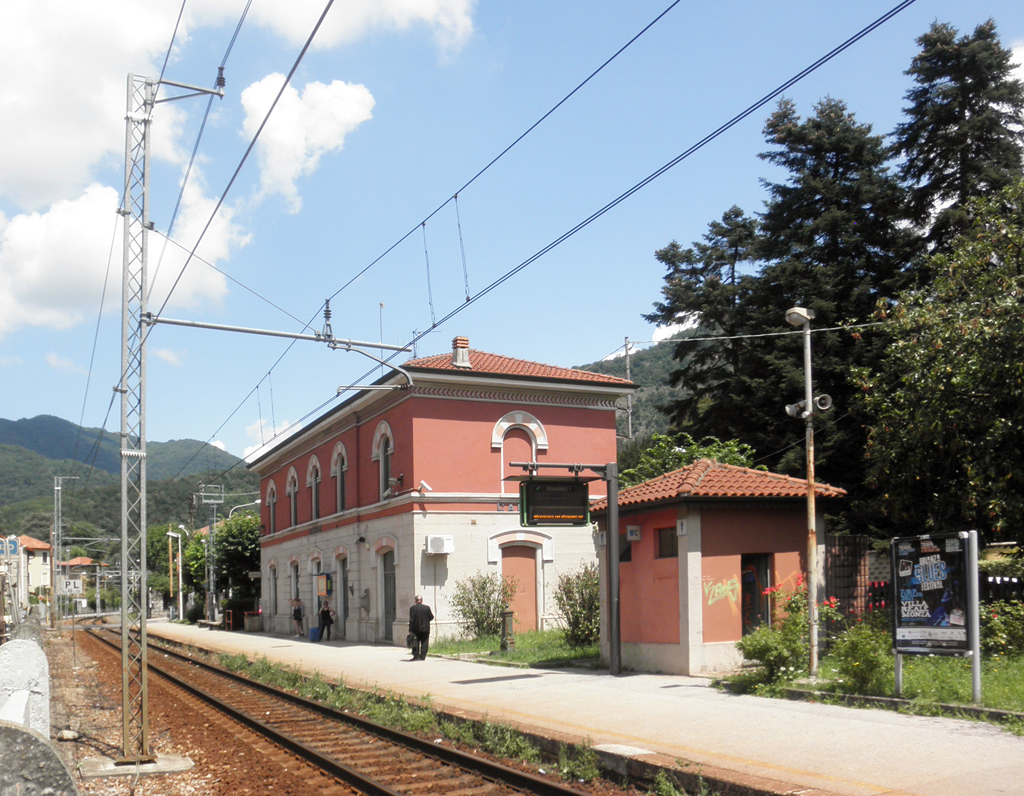
Intérieur de la gare (2011).

## Histoire
La gare de Canzo est mise en service le 16 juin 1922, lors de la mise en service du dernier prolongement de la ligne.

## Service des voyageurs

### Accueil
Halte voyageurs LeNord, c'est un point d'arrêt sans personnel à entrée libre. Elle est équipée d'un automate pour l'achat de titres de transport.

### Desserte
Canzo-Asso est desservie par des trains régionaux de la relation Milan-Cadorna - Canzo-Asso

### Intermodalité
Un parking pour les véhicules y est aménagé.

## Patrimoine ferroviaire
L'ancien bâtiment principal, de style Art nouveau, est inutilisé pour le service des voyageurs. Il est devenu un bureau de la police municipale.